# روزا وارطانیان
روزا آرامائیسی وارطانیان (ارمنی: Ռոզա Արամայիսի Վարդանյան؛  زادهٔ ۱۰ نوامبر ۱۹۴۸) شاعر، نثرنویس و نویسنده ادبیات کودکان متخصص در رشته‌های فیلم‌نامه، بیت، ترانه، نثر اهل ارمنستان است. وی از سال میلادی تاکنون مشغول فعالیت بوده است. وی از سال ۱۹۸۱ در شهر وانادزور زندگی می‌کند.

## زندگی‌نامه
وی در ۱۰ نوامبر ۱۹۴۸ ‏در دارپاس به دنیا آمد .  وی همچنین برندهٔ جوایزی همچون مدال طلای وزارت فرهنگ جمهوری ارمنستان شده است.

## آثار
| عنوان               | عنوان به ارمنی           | توضیحات                                                                |
| ------------------- | ------------------------ | ---------------------------------------------------------------------- |
| کودک شگفت‌انگیز      | «Հրաշամանուկ»            |                                                                        |
| فاجعه در پیش‌دبستانی | «Աղետիկը նախակրթարանում» | մեթոդական ուղեցույց                                                    |
| عشقم در ترانه‌هایم   | «Սերս երգերիս մեջ»       | բանաստեղծությունների ժողովածու                                         |
| اشتیاق به پروردگار  | «Կարոտի Ոստան»           | եղեռնի հարյուրամյակին նվիրված իրական պատմությունների մեկդարյա պատմավեպ |
| افکار زنجیرشده      | «Շղթայազերծ խոհեր»       |                                                                        |

## یادداشت
1. ↑  մանկագիր